# Dolores (rivier)
De Dolores is een zijrivier van de Colorado, met een lengte van ongeveer 388 kilometer. De rivier stroomt door de Amerikaanse deelstaten Colorado en Utah. Tot het stroomgebied van de rivier behoort een deel van het ruige en droge Coloradoplateau ten westen van de San Juan Mountains, een deel van de Colorado Rocky Mountains. De naam van de rivier is rechtstreeks afgeleid van de volledige oorspronkelijke Spaanse naam: El Rio de Nuestra Señora de Dolores. De rivier werd verkend door Juan Maria Antonio Rivera. Deze Spaanse verkenner was vertrokken uit de Spaanse vestiging van Santa Fe, voluit La Villa Real de la Santa Fe de San Francisco de Asís.
Het gemiddelde debiet van de Dolores was ongeveer 34 m²/s voordat er dammen werden aangelegd in de rivier. Door afdamming en afleidingen van het rivierwater is dit gereduceerd tot zo'n 17 m³/s.
- Library of Congress Control Number: sh85038889
- National Archives and Records Administration: 10046840
- Nationale Bibliotheek van Israël: 987007560208005171
- Virtual International Authority File: 241520846